# كمازرة
الكمازرة هم مجموعة قبلية لغوية موطنهم الأصلي شبه جزيرة مسندم في شمال عُمان. يتحدثون اللغة الكمزارية. وهم صيادون تقليديون.

## التاريخ
ويقال إن الكمازرة كانوا ذو صلة بالفرس سافروا إلى الساحل الشمالي لعمان قبل 500 عام[بحاجة لمصدر أفضل][إخفاق التحقق]. وتقول مصادر أخرى أن الكمازرة من قبيلة الأزد الذيين قدموا من اليمن في القرن الثالث إلى الخامس الميلادي. كان يحكم القرية شيخ تم انتخابه من قبل الكمازرة وشحوح في كمزار. العديد من شيوخ الكمازرة تزوجوا من نساء من خارج قريتهم مثل لبتياب. بحسب المؤرخ المسعودي سُميت قرية كمزار بهذه الاسم بسبب كثرة زوارها (كم زار هذا البلد من بشر؟" حيث تشير "كم" إلى الكثرة.)

## التقاليد
يؤدي الرجال الكمزاريون رقصات تقليدية مثل الدندنة وهي نوع من الرقص يؤدى خلال حفلات الزفاف الكمزارية. ويعتبرون من أشباه البدو ويسافرون إلى قرية خصب للتجارة. ويعتبرون "مقاتلين شجعان" عندما يتعلق الأمر بالقتال.

## اللغة
يتحدث الكمازرة اللغة الكمزارية، التي صُنفت ضمن عائلة اللغات الإندوايرانية، ولكنها متأثرة باللغة العربية بشكل كبير بالإضافة إلى البرتغالية والإنجليزية والبلوشية